# R4M

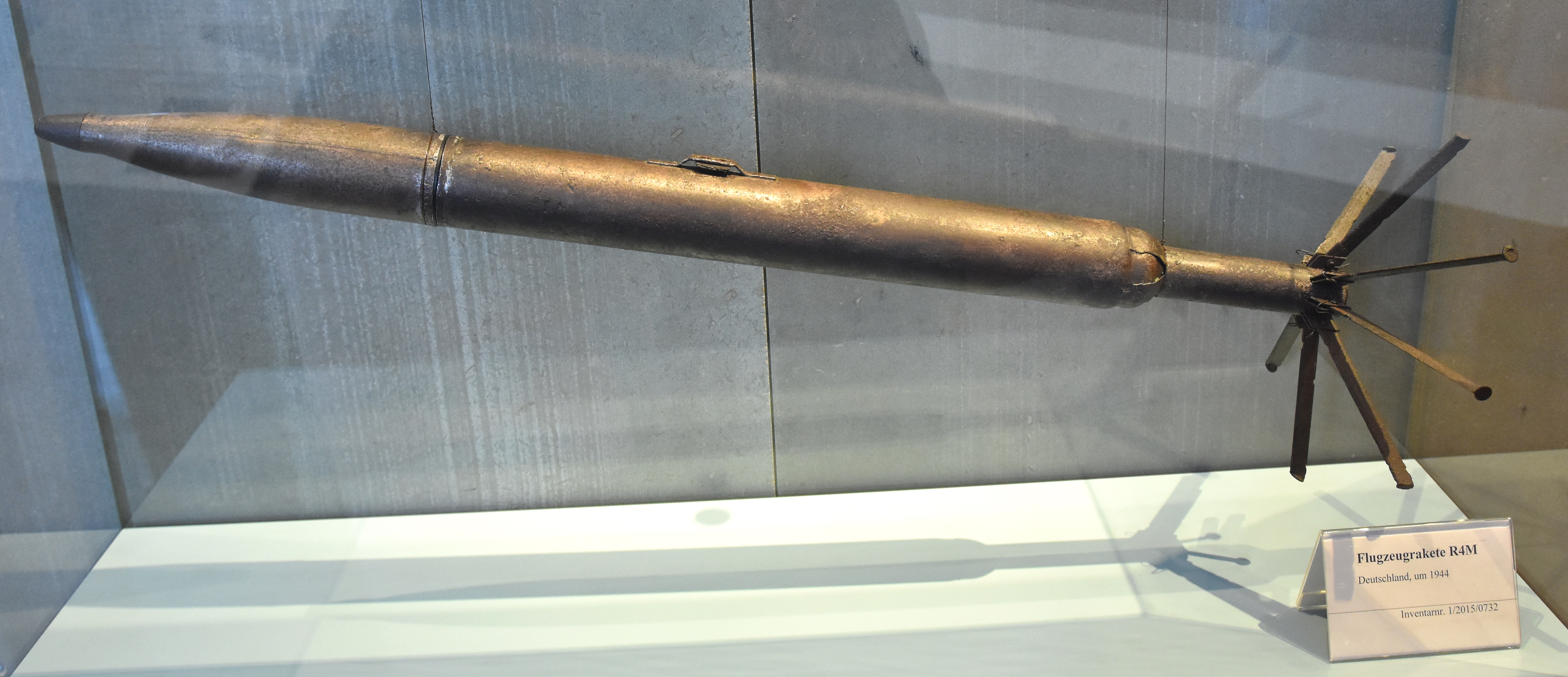
R4M „Orkan“ im Technikmuseum Berlin

Die R4/M (Rakete 4 Kilogramm Minenkopf), genannt „Orkan“, war während des Zweiten Weltkriegs die erste deutsche in industriellem Ausmaß gefertigte Luft-Luft-Rakete, die auch wirklich als einsatzfähig betrachtet werden konnte.
In der kurzen Zeit ihrer Frontverwendung wurden damit vorwiegend die Jagdflugzeuge des Typs Messerschmitt Me 262 und Focke-Wulf Fw 190 ausgerüstet. Die Rakete war als Antwort auf die eng gestaffelten Formationen der zunehmend schwerer gepanzerten amerikanischen B-17 und B-24 konzipiert, da die bisherige konventionelle Bekämpfung mit Hilfe der 13-mm- und 15-mm-Maschinengewehre (MG 131 und MG 151) sowie der 20-mm-Bordkanonen (MG FF bzw. MG 151/20) immer weniger Erfolg zeigte.

## Entwicklung
Das Reichsluftfahrtministerium hatte 1944 eine platzsparende Rakete mit Leitwerk zur Bomberbekämpfung gefordert. Entgegen der üblichen Praxis, Raketenentwicklungen der Luftwaffe ausschließlich beim RLM durchzuführen, erhielten im September 1944 die Deutsche Waffen- und Munitionsfabriken in Lübeck sowie die Firma Curt Heber Maschinenfabrik (HEMAF) in Osterode am Harz den Entwicklungsauftrag, der bis zum Frühjahr 1945 abgeschlossen werden konnte.

## Aufbau und Wirkungsweise

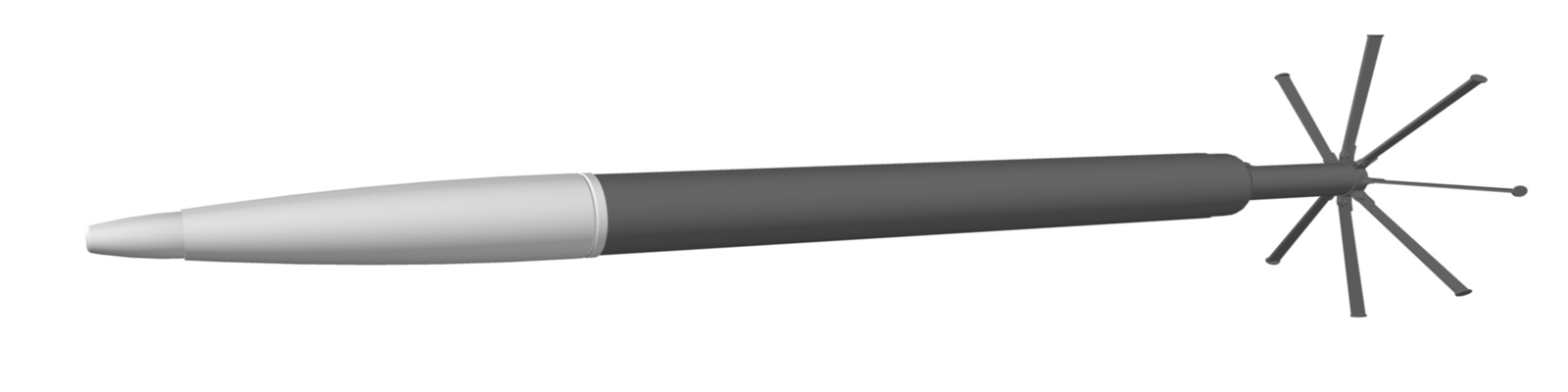
Zeichnung der R4/M

Die R4/M bestand aus den drei Baugruppen
- Gefechtskopf mit Zünder,
- Raketenmotor und dem
- Klappleitwerk, das sich nach dem Start entfaltete.

### Gefechtskopf
Die R4/M besaß einen mechanischen Rheinmetall-Borsig-Aufschlagzünder vom Typ AzRz 2 mit einer Detonatortablette aus 85 % Bleiazid und 15 % Bleistyphnat, einen 8 g schweren Zündverstärker (Zdlg 34 N.P.) aus 90 % Nitropenta und 10 % Wachs, sowie eine 400 g schwere gießbare Hauptladung aus HTA 41 (45 % Trinitrotoluol, 40 % Hexogen, 15 % Aluminiumpulver). HTA 41 war ein Sprengstoff mit verstärkter Gasschlagwirkung, der eigens für die R4/M bei der DWM entwickelt worden war.
Auf den konisch geformten Gefechtskopf aus tiefgezogenem Blech (0,8 mm Wandstärke) wurde der Zünder aufgeschraubt.

### Raketenmotor
Der Raketenmotor bestand aus einer Brennkammer mit 375 mm Länge, 45 mm Maximalinnendurchmesser und einer an die Brennkammer angeschweißten Düse mit 13 mm Minimalinnendurchmesser. Er enthielt als Treibstoff 875 g eines zweibasigen Treibpulvers auf der Basis von Diethylenglycoldinitrat und Cellulosenitrat (12,2 % N) in Form eines Treibpulverpreßlings mit einer Innenbohrung von 12 mm. Nach 0,8 s Brennzeit (etwa 200 m Flugstrecke) erreichte die R4/M ihre maximale Geschwindigkeit von 525 m/s (ca. 1900 km/h).

### Klappleitwerk
Am Ende des Raketenmotors im Bereich der Düse waren acht federgespannte Finnen befestigt, die mit einem dünnen Draht gesichert waren, der sich nach dem Start der Rakete löste und die Finnen freigab.

### Anwendung und Wirkungsweise
Die R4/M wurde unter den Tragflächen entweder in Schienen- oder Rohrrosten, genannt Bienenwabe, angebracht. Unter jeder Tragfläche einer Me 262 wurden meist zwölf bis dreizehn Raketen angebracht, es waren aber auch sechs oder 24 Raketen möglich. Der Start der Raketen erfolgte als Salve; dabei wurden die Raketen mit 7 Millisekunden Zeitabstand in Dreiergruppen abgefeuert. Die Raketen verfügten über einen Aufschlagzünder, ein kombinierter Aufschlag-/Zeitzünder ZZRI befand sich noch in der Erprobung. Bei diesem wurde während des Abfeuerns eine Verzögerungsladung gezündet, die den Gefechtskopf nach 5 Sekunden zur Explosion brachte, falls die Rakete auf kein Ziel traf.
Die Wirkung der R4/M-Rakete beruhte immer auf der Minenwirkung (genauer: der Luftstoßdruckwirkung) eines direkten Treffers und nicht auf der Splitterwirkung eines Nahtreffers, wie dies beispielsweise bei Flak-Granaten der Fall war. Eine nennenswerte Splitterwirkung des Gefechtskopfs der R4/M war auch durch die dünnwandige Stahlhülle nicht gegeben.
Beim Angriff mit der R4/M näherten sich die Me-262-Jagdflugzeuge den feindlichen Bomberpulks von hinten. Diese Angriffsweise stand im Gegensatz zur frühen Taktik der Bf-109- und Fw-190-Jagdpiloten, die bei Gelegenheit oft die feindlichen Bomberverbände frontal angriffen, um die weniger stark geschützten Frontbereiche der Feindbomber mit Bordwaffen zu beschießen.
Die Platzierung von Treffern war aufgrund der gestreckten Flugbahn der leitwerkstabilisierten Rakete relativ einfach. Wegen der hohen Anfangsgeschwindigkeit der Rakete und des relativ großen Bereichs, den eine volle Raketensalve abdeckte, war ein rechtzeitiges Ausweichen der schwerfälligen Bomber äußerst schwierig, insbesondere auch deshalb, weil aufgrund des engen Formationsflugs keine beliebigen Ausweichmanöver geflogen werden konnten, ohne eine Kollision mit eigenen Flugzeugen zu riskieren.
Schon ein einziger Raketentreffer war für die Flugzeuge meist verheerend. Ein Treffer in den Rumpf eines Bombers konnte ein klaffendes Loch in die Beplankung reißen. Bei einem Treffer an den Tragflächen wurden entweder die darin untergebrachten Treibstofftanks zur Explosion gebracht oder die tragende Struktur derart beschädigt, dass es – bedingt durch die hohe Marschgeschwindigkeit des Flugzeugs – zu einem Tragflächenbruch kam. Dies galt auch für die äußerst robust gebaute B-17 Flying Fortress.

## Produktion
Die Produktion erfolgte ab Anfang 1945 in Osterode am Harz in der Curt Heber Maschinen-Apparate-Fabrik (kurz: Maschinenfabrik Curt Heber oder Hemaf). Insgesamt wurden 20.000 Raketen in Auftrag gegeben, von denen bis zum Kriegsende etwa 10.000 fertiggestellt wurden. Im April 1945 erhielt die DWM in Lübeck nochmals einen Auftrag über 25.000 Stück R4/M.

## Erprobung und Einsatz

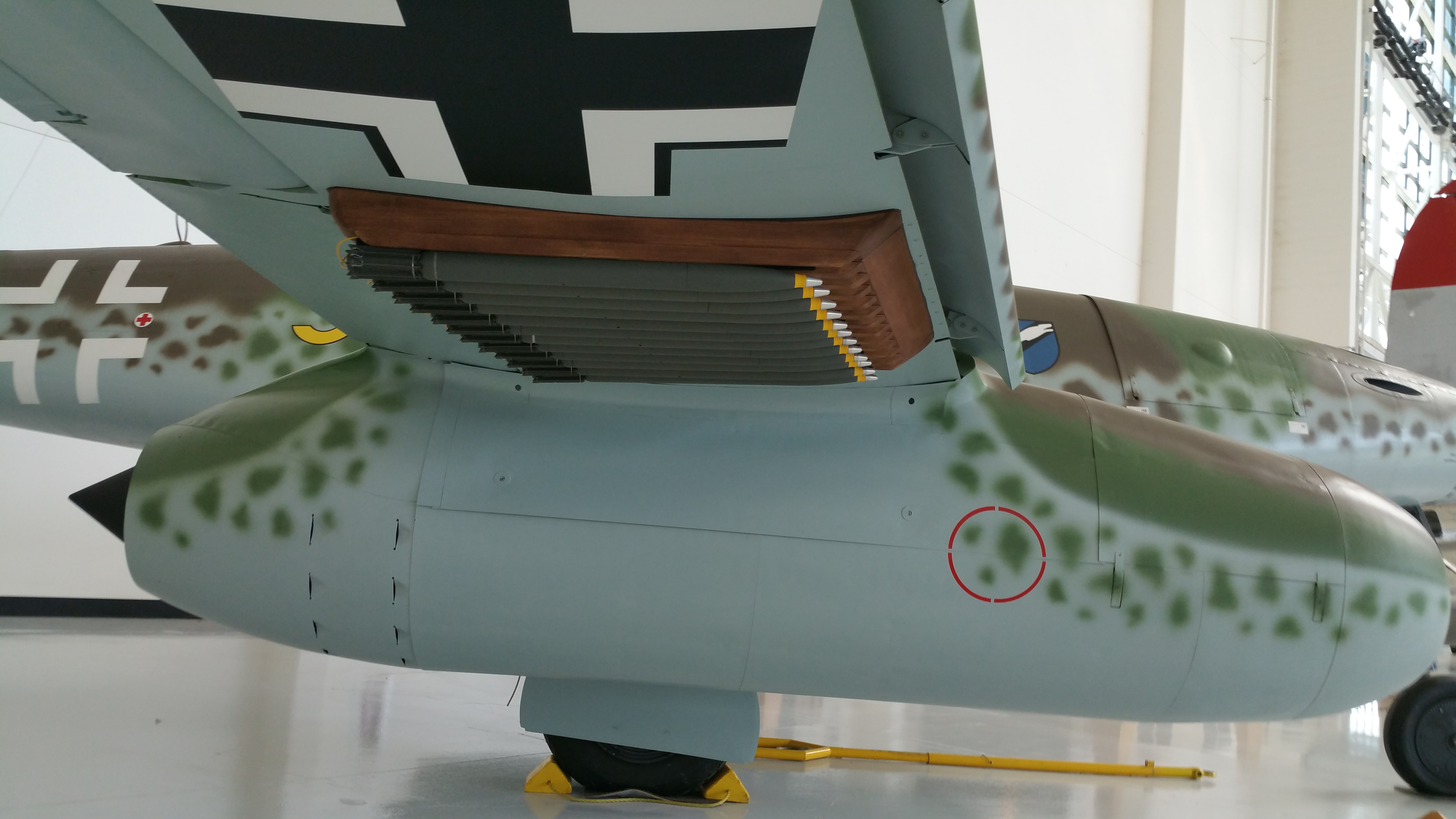
Abschussrost unter der rechten Tragfläche einer Me 262

Die Erprobung der ersten R4/M erfolgte im Februar 1945 bei dem im selben Monat aufgestellten Jagdverband 44 unter Adolf Galland. Innerhalb eines Monats wurden etwa 60 Me 262 mit R4/M ausgerüstet. Neben der Me 262 wurden auch der Raketenjäger Me 163 und die konventionelle Fw 190 mit der ungelenkten R4/M ausgerüstet. Der nicht mehr zum Einsatz gekommene Objektschutzjäger Bachem Ba 349 Natter sollte im Bug eine Startanlage namens Bienenwabe mit 28 Rohren für R4/M-Raketen enthalten. Ein Startversuch schlug jedoch fehl, der Bug explodierte.
Obwohl bei der Me 262 und der Me 163 aerodynamische Schwierigkeiten befürchtet wurden, beeinträchtigte die Anbringung der 24 R4/M-Raketen an den Flächenunterseiten die Flugeigenschaften dieser beiden Modelle nicht wesentlich. Testpilot Fritz Wendel sagte aus, die Me 262 fliege „keine fünf Kilometer langsamer“, und hatte keine Beanstandungen. Auch der erste Flug einer Me 163 mit der R4/M-Bewaffnung durch Adolf Niemeyer verlief reibungslos.
Am 18. März 1945 wurde die neue Rakete erstmals eingesetzt, als 1221 Bomber mit 632 Jägern als Begleitschutz Berlin angriffen. Sechs Me 262 des JG 7 feuerten ihre 144 R4/M-Raketen auf den Bomberverband ab und griffen ihn anschließend mit Bordwaffen an. Die Alliierten verloren 25 Bomber. Bei diesem Einsatz gingen zwei Me 262 verloren, ein Pilot kam ums Leben. Englischsprachige Quellen nennen zumeist andere Zahlen über diese „letzte große Luftschlacht im Zweiten Weltkrieg“. Laut diesen haben 37 Me 262 insgesamt zwölf Bomber und einen Begleitjäger abgeschossen, während drei Me 262 verlorengingen.
In deutschen Quellen wird der Erfolg der R4/M als „ausgezeichnet“ und „überragend“ bezeichnet. In der kurzen Einsatzzeit sollen fast 500 alliierte Flugzeuge durch die R4/M zerstört worden sein. So sollen bei einem Einsatz aus einem Verband von 425 B-17 G 25 Maschinen ohne eigenen Verlust abgeschossen worden sein. Noch im April 1945 sollen 24 Fw 190 mit der R4/M 40 B-24 ohne eigene Verluste abgeschossen haben.
Unabhängig von den tatsächlichen Abschusszahlen war die R4/M aber zweifellos die effektivste Waffe deutscher Jagdflieger in den letzten Kriegsmonaten. Die Zahlen beider Seiten sprechen für die Effektivität des Düsenjägers in Kombination mit der Raketenbewaffnung. Die Verlustquote der Alliierten war jedoch durch deren enorme zahlenmäßige Überlegenheit so gering, dass der Einsatz der R4/M keine entscheidenden Auswirkungen mehr hatte.
Die Richtigkeit des Konzepts, Bomberverbände mit Salven ungelenkter Raketen anzugreifen, wird auch durch dessen Weiterführung in der U.S. Air Force in den Jahren nach dem Zweiten Weltkrieg bei den Flugzeugtypen F-86D Sabre, F-94 Starfire, F-89 Scorpion und F-102 Delta Dagger belegt. Die von den USA in den 50er Jahren eingeführte FFAR beruhte auf dem gleichen Aufbau wie die R4/M.

## Abgeleitete Raketentypen

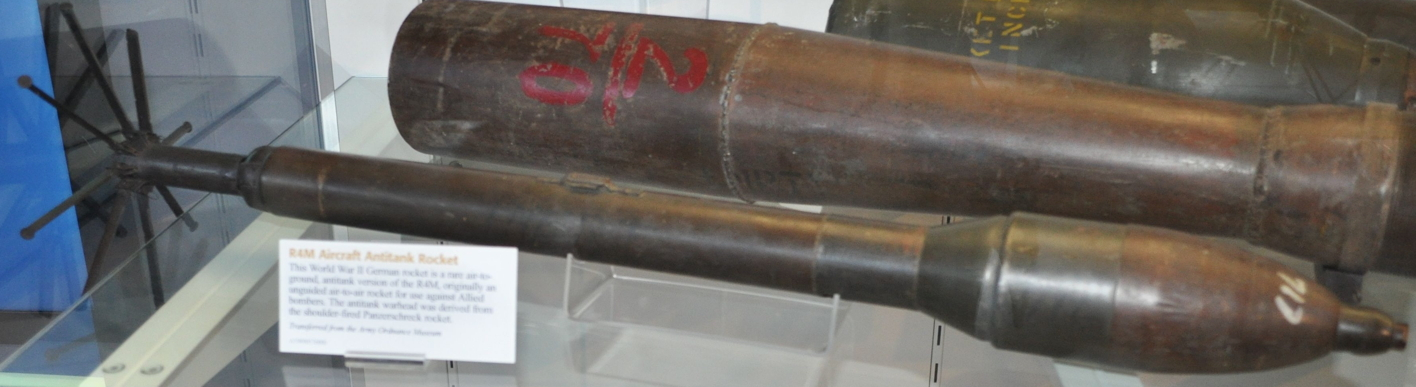
Panzerblitz

Gegen gepanzerte Bodenziele wurden der Panzerblitz II und Panzerblitz III aus der R4/M entwickelt. Beim Panzerblitz II wurde der Minenkopf durch einen großen Hohlladungskopf des Kalibers 130 mm ersetzt, der 180 mm Panzerstahl durchschlagen konnte. Weil der Panzerblitz II aufgrund des großen Gefechtskopfes nur eine Fluggeschwindigkeit von 370 m/s erreichte, wurde bei den Deutschen Waffen- und Munitionsfabriken der Panzerblitz III entwickelt, der eine modifizierte Hohlladungsgranate 75-mm-HL.Gr.43 als Gefechtskopf trug. Der Panzerblitz III erreichte eine Fluggeschwindigkeit von 570 m/s und konnte bis zu 160 mm Panzerstahl bei einem Auftreffwinkel von 90° durchschlagen; es kam jedoch nur zum Bau einiger Muster.
Nach dem Zweiten Weltkrieg entwickelten die Amerikaner davon inspiriert die Folding-Fin Aerial Rocket.

## Technische Daten
| Hersteller                  | HEMAF, Osterode; DWM, Lübeck |
| Leistung                    |                              |
| Geschwindigkeit (Vmax)      | 525 m/s                      |
| Geschwindigkeit nach 1000 m | 125 m/s                      |
| Brenndauer                  | ca. 0,8 s                    |
| Schub (max)                 | 245 kp (2,4 kN)              |
| Bekämpfungsreichweite       | bis 1,5 km                   |
| Antrieb                     | Feststoff-Raketenmotor       |
| Gewicht                     |                              |
| Gesamtmasse                 | 3,85 kg                      |
| Treibladung                 | 0,815 kg                     |
| Gefechtskopf                | 0,52 kg                      |
| Zünder                      | Aufschlagzünder              |
| Abmessung                   |                              |
| Länge                       | 812 mm                       |
| Durchmesser                 | 55 mm                        |
| Leitwerkspann im Flug       | 242 mm                       |
| Preis                       |                              |
| 1944                        | 2 Batterien à 500 ℛℳ         |
| 1945                        | 2 Batterien à 750 ℛℳ         |